# Дубина (Киевская область)
Дубина (укр. Дубина) — село, входит в Белоцерковский район Киевской области Украины.
Население по переписи 2001 года составляло 121 человек. Почтовый индекс — 09832. Телефонный код — 4560. Занимает площадь 0,345 км². Код КОАТУУ — 3224683202.

## Местный совет
09824, Київська обл., Тетіївський р-н, с.Дібрівка